# René Labouchère
Pour les articles homonymes, voir Labouchère.
René Labouchère, né le 13 février 1890 à Paris 8e arrondissement et mort le 7 mai 1968 à Paris 15e arrondissement, est un aviateur et pilote automobile français.

## Biographie
René Labouchère obtient son brevet de pilote en avril 1910. Il participe cette année-là à la Grande Semaine d'aviation de la Champagne où il obtient le record de distance et de durée sur Deperdussin à moteur Antoinette. En 1911, il est appelé pour son service militaire et affecté à Chalais-Meudon.

## Distinctions
- Médaille militaire (1913)
- Croix de guerre 1914–1918 (1918)
- Médaille de l'Aéronautique
- Mérite militaire espagnol
- Officier de la Légion d'honneur (15 juillet 1939). Il est nommé chevalier en 1923.